# Nymphula
Nymphula ist eine Gattung der Schmetterlinge aus der Familie der Crambiden (Crambidae).

## Merkmale
Auf dem Kopf sind Ocellen vorhanden. Bei den Männchen sind die Fühler dorsal beschuppt und ventral bewimpert. Die Maxillarpalpen sind schlank und eng anliegend beschuppt. Der Saugrüssel ist kurz und aufgerollt. Er liegt verdeckt. Die Labialpalpen sind etwa 1,5 mal so lang wie der Augendurchmesser. Das endständige Segment ist eng anliegend beschuppt, während die anderen Segmente ventral eine raue Beschuppung aufweisen. Die Spornformel lautet 0-2-4, Epiphysen sind vorhanden. Auf den Vorderflügeln sind die Adern R2 bis R4 gestielt. M1 entspringt auf dem Vorderflügel in der Mitte zwischen R5 und M2. CuP fehlt. Auf dem Hinterflügel ist M1 über eine relativ lange Ader mit dem Stiel von SC+R1+RS querverbunden. Das Frenulum besteht aus mehreren Borsten.
Die Valven sind proximal mit einem ziemlich kräftigen Anellifer versehen. Der Ductus bursae ist mäßig lang und besitzt keinen zusätzliche Sack. Das zweifach ausgebildete Signum ist stark reduziert, ein Colliculum ist vorhanden.
Die Raupen haben keine Tracheenkiemen.

## Verbreitung
Die Gattung ist in der gesamten Paläarktis mit Ausnahme von Nordafrika verbreitet.

## Biologie
Junge Raupen minieren zunächst in den Blättern, spätere in den Stängeln der Wirtspflanzen. Die erwachsenen Raupen leben in einem Gehäuse, das aus Pflanzenteilen hergestellt wird.

## Systematik
Die Zuordnung der meisten Arten zur Gattung Nymphula ist unsicher, da über die Präimaginalstadien nicht genügend Informationen vorliegen. Lediglich die aus Japan bekannte Art Nymphula corculina ist der Gattung mit Sicherheit zuzurechnen.
Die folgende Artenliste basiert auf der GloBIZ-Datenbank. In Klammern ist die Typuslokalität angegeben.
- Nymphula coenosalis (Snellen, 1895) (Sulawesi)
- Nymphula corculina ( Butler, 1879) (Japan, Yokohama)
- Nymphula definitalis Strand, 1919 (Taiwan)
- Nymphula distinctalis (Ragonot, 1894) (Amur)
- Nymphula expatrialis Hampson, 1906 (Fergusson-Insel)
- Nymphula fuscomarginalis Bremer & Grey, 1853 (China)
- Nymphula grisealis Hampson, 1912 (Sri Lanka)
- Nymphula litanalis (Walker, 1859) (Malaysia, Peradeniya)
- Nymphula meropalis (Walker, 1859) (Borneo, Sarawak)
- Nymphula nitidulata (Hufnagel, 1767) (Deutschland, Berlin)
- Nymphula responsalis Walker, [1866]
- Nymphula sinicalis Hampson, 1897
- Nymphula terranea Rothschild, 1915 (Mimika)
- Nymphula votalis (Walker, 1859)

## Belege
1. 1 2 3 4 5 6  Barry Goater, Matthias Nuss, Wolfgang Speidel: Pyraloidea I (Crambidae, Acentropinae, Evergestinae, Heliothelinae, Schoenobiinae, Scopariinae). In: P. Huemer, O. Karsholt, L. Lyneborg (Hrsg.): Microlepidoptera of Europe. 1. Auflage. Band 4. Apollo Books, Stenstrup 2005, ISBN 87-88757-33-1, S. 64 (englisch).
2. ↑  Global Information System on Pyraloidea (GlobIZ). Abgerufen am 14. Januar 2013.